# Willi Bruckmann
Willi Bruckmann (geboren 1934; gestorben am 22. April 2014) war ein deutscher Hockeyspieler.

## Werdegang
Willi Bruckmann stammt aus Mülheim an der Ruhr. Da er sich von Jugend an für den Hockeysport begeisterte, trat er 1945 in den in den 1940er und 1950er Jahren in Deutschland im Hockeysport mit führenden Verein, dem HTC Uhlenhorst Mülheim, ein. Wegen seiner Leistungen gehörte er in den 50er Jahren zu den Stammspielern seines Vereins, mit dem er drei Mal Deutscher Meister im Feldhockey wurde. Das erste Mal gelang ihm dies 1954. Es folgten weitere Meisterschaften in den Jahren 1955 und 1956.
Für den Gewinn der Feldhockeymeisterschaft 1955 – die dritte des HTC Uhlenhorst – verlieh Bundespräsident Theodor Heuss der gesamten Mannschaft – Heinz-Werner Bäcker, Heinz Schmidt, Robert Latte, Helmut Nonn, Jochen Lehmann, Rolf Schmidt, Heinz Langmann, Herbert Mohr, Wolfgang Nonn, Günter Oelert, Horst Beier und Willi Bruckmann – am 23. Oktober 1955 das Silberne Lorbeerblatt.
Nach seiner aktiven Spielerkarriere arbeitete er weiter ehrenamtlich für seinen Verein. In den 60er Jahren war er Jugendobmann, dann bis in die 80er Jahre Trainer und Betreuer und schließlich von 1974 bis 1981 Trainer der 1. Herren-Mannschaft des HTC Uhlenhorst.
Willi Bruckmann war Ehrenmitglied des HTC Uhlenhorst. Zu seinem Gedenken veranstaltete sein Verein seit 2015 ein Gedächtnisturnier, ein Jahr nach seinem Ableben im Alter von 80 Jahren.